# Agarak (Rosja)
Agarak (ros. Агарак) – wieś (sieło) w Rosji, w obwodzie tiumeńskim, w rejonie jurgińskim. W 2010 liczyła 383 mieszkańców.